# فرانسیسکو ملو (بازیکن فوتبال)
فرانسیسکو ملو (انگلیسی: Francisco Melo؛ زادهٔ ۱۳ نوامبر ۱۹۴۳) بازیکن فوتبال اهل اسپانیا است.
از باشگاه‌هایی که در آن بازی کرده‌است می‌توان به باشگاه فوتبال رایو وایکانو، باشگاه فوتبال رئال وایادولید، و باشگاه فوتبال اتلتیکو مادرید اشاره کرد.
وی همچنین در تیم ملی فوتبال اسپانیا بازی کرده‌است.